# 道の駅ゆふいん
道の駅ゆふいん（みちのえき ゆふいん）は、大分県由布市にある国道210号の道の駅である。

## 概要
2003年（平成15年）8月8日に道の駅に登録され、同日営業開始した。
2018年（平成30年）に重点道の駅に指定された。

## 施設
- 駐車場
  - 普通車：143台
  - 大型車：14台
  - 身障者用：3台
- トイレ（いずれも24時間利用可能）
  - 男：大 4器、小 8器
  - 女：13器
  - 身障者用：3器
- 公衆電話
- 公衆FAX
- 喫茶店「あさぎり館」(10:00 - 18:00)
- 売店「あさぎり館」(10:00 - 18:00)
- 情報コーナー（インフォメーションセンター）

## 休館日
- 年中無休

## アクセス
大分自動車道 湯布院ICに面している。
- 国道210号 - 登録路線
- 大分県道216号別府湯布院線
- 九州横断道路

### バス停
- 「道の駅ゆふいん」停留所がある。
  - 亀の井バスの一般路線バス（冬季を除く土日祝に2往復のみ）・高速バスのゆふいん号、大分 - 湯布院線（実証実験中）が停車。
  - 大分自動車道を通るその他の高速バスは、湯布院ICに併設されている湯布院インター停留所（道の駅から約100 mの位置）に停車する。